# Preitenegg
Preitenegg ist eine Gemeinde mit 891 Einwohnern (Stand 1. Jänner 2025) im Bezirk Wolfsberg in Kärnten.

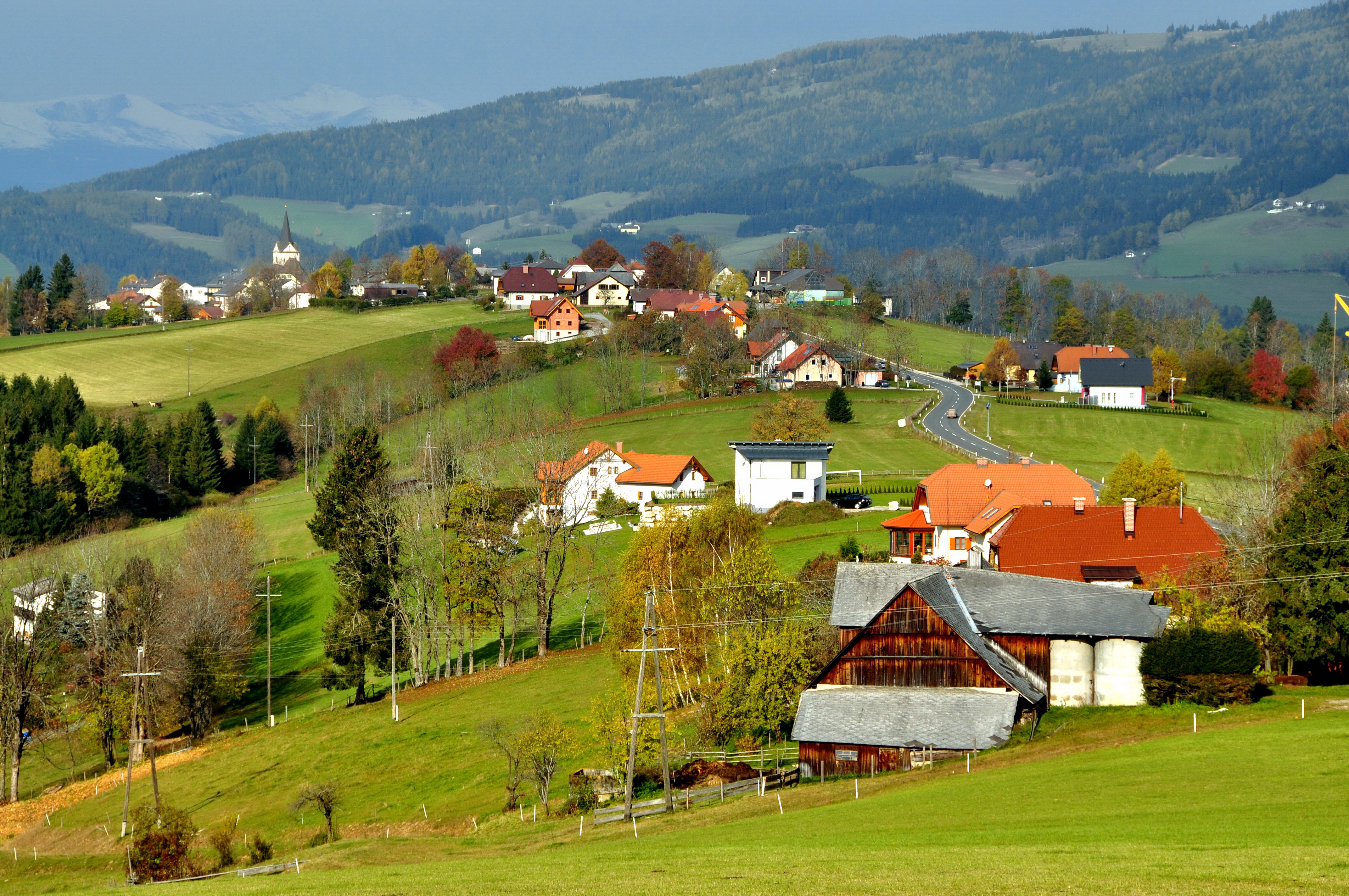
Preitenegg von Südosten, im Hintergrund der Zirbitzkogel

## Geographie
Das Gemeindegebiet liegt im oberen Lavanttal an den Hängen der Packalpe und Koralpe in überwiegend gebirgigem Gelände. Der Packsattel (1169 m), die Hebalm und die See Eben markieren auch die Grenze zur Steiermark.

### Gemeindegliederung
Die Gemeinde besteht aus sechs Katastralgemeinden:
- Katastralgemeinde Kleinpreitenegg
- Katastralgemeinde Oberauerling
- Katastralgemeinde Oberpreitenegg
- Katastralgemeinde Ort
- Katastralgemeinde Unterauerling
- Katastralgemeinde Unterpreitenegg

Die Gemeinde umfasst sechs Ortschaften: (in Klammern Einwohnerzahl Stand 1. Jänner 2025):
- Kleinpreitenegg (56)
- Oberauerling (53)
- Oberpreitenegg (136)
- Preitenegg (259)
- Unterauerling (99)
- Unterpreitenegg (288)

### Klima
|                        | Jan  | Feb  | Mär  | Apr  | Mai  | Jun  | Jul  | Aug  | Sep  | Okt  | Nov  | Dez  |   |      |
| Mittl. Temperatur (°C) | −2,9 | −2,0 | 1,4  | 5,5  | 10,6 | 13,7 | 15,8 | 15,2 | 11,1 | 6,7  | 1,3  | −2,2 | ⌀ | 6,2  |
| Mittl. Tagesmax. (°C)  | 1,0  | 2,6  | 6,4  | 10,9 | 16,0 | 19,1 | 21,3 | 20,7 | 16,6 | 11,5 | 5,3  | 1,2  | ⌀ | 11,1 |
| Mittl. Tagesmin. (°C)  | −5,9 | −5,3 | −2,2 | 1,5  | 6,1  | 9,1  | 11,1 | 10,9 | 7,5  | 3,7  | −1,2 | −4,9 | ⌀ | 2,6  |
|                        |      |      |      |      |      |      |      |      |      |      |      |      |   |      |
| Niederschlag (mm)      | 23   | 27   | 40   | 56   | 94   | 124  | 134  | 140  | 95   | 73   | 52   | 41   | Σ | 899  |
|                        |      |      |      |      |      |      |      |      |      |      |      |      |   |      |
| Luftfeuchtigkeit (%)   | 69,5 | 63,2 | 60,7 | 57,9 | 59,5 | 61,0 | 59,6 | 62,0 | 64,5 | 70,1 | 73,6 | 74,7 | ⌀ | 64,7 |

| −5,9 |

| −5,3 |

| −2,2 |

| 1,5 |

| 6,1 |

| 9,1 |

| 11,1 |

| 10,9 |

| 7,5 |

| 3,7 |

| −1,2 |

| −4,9 |

| −5,9 |

| −5,3 |

| −2,2 |

| 1,5 |

| 6,1 |

| 9,1 |

| 11,1 |

| 10,9 |

| 7,5 |

| 3,7 |

| −1,2 |

| −4,9 |

## Geschichte
Die erste urkundliche Erwähnung betraf 1288 die Kirche Hl. Nikolaus. Das Patronat hatte das Bistum Lavant. Die Vogtei wurde von der Herrschaft Waldenstein ausgeübt. Eine eigene Pfarre erhielt Preitenegg erst im 15. Jahrhundert.

### Türkeneinfall
Kärnten war in der Zeit von 1473 bis 1529 sechsmal von Türkeneinfällen betroffen, dreimal wurde auch das Lavanttal geplündert. Als im Frühjahr 1532 Sultan Süleyman zum zweiten Mal gegen Wien zog, hatte der Kärntner Landeshauptmann Veit Welzer Vorkehrungen getroffen: Jeder zehnte Kärntner stand unter Waffen und die Koralpe war stark besetzt. Es kam zu mehreren kleinen Kämpfen, die Türken konnten aber zurückgedrängt werden. Am Packsattel jedoch brach eine Schar von 600 Türken ein und erreichte über Auerling reitend St. Leonhard und kam bis knapp vor Hüttenberg, bevor sie von Veit Welzer gestellt und zur Flucht gezwungen wurden.

### Pest
Anfang 1680, als die Pest in Hirschegg und Edelschrott wütete, wurden Sicherheitsvorkehrungen in Kärnten getroffen. Dennoch wurde im Mai 1680 die Seuche vom Bauer Lipp, vulgo Pötzl, in Preitenegg eingeschleppt. Da die Bevölkerung versuchte, die Krankheit zu verheimlichen, waren bereits drei Häuser betroffen und sieben Personen gestorben, als der Pestkommissär davon erfuhr. Am 2. Juni wurden die Gottesdienste in Preitenegg aufgehoben und alle Zusammenkünfte von Menschen verboten. Ein Arzt wurde bestellt, der gegen Bezahlung eine Keusche in Auerling bezog und mit mehreren Pflegerinnen die Pestkranken betreute. Die betroffenen Häuser wurden niedergebrannt, das Haus des Pötzl in ein Lazarett verwandelt und von Militärwachen umstellt. Dennoch starben in Preitenegg 77 von insgesamt 188 Einwohnern, in Auerling starben 34 Menschen.

### Staatsbürgerschaft, Religion
Zum Zeitpunkt der Volkszählung 2001 hatte Preitenegg 1.129 Einwohner, davon waren 99,1 % österreichische Staatsbürger. 96,9 % der Bevölkerung bekannten sich zur römisch-katholischen und 1,6 % zur evangelischen Kirche. 1,3 % der Bevölkerung war ohne religiöses Bekenntnis.
Die Anzahl der Einwohner nimmt seit 1951 kontinuierlich ab. Die Gründe dafür sind eine leicht negative Geburtenbilanz und eine starke Abwanderung.

### Bevölkerungsentwicklung

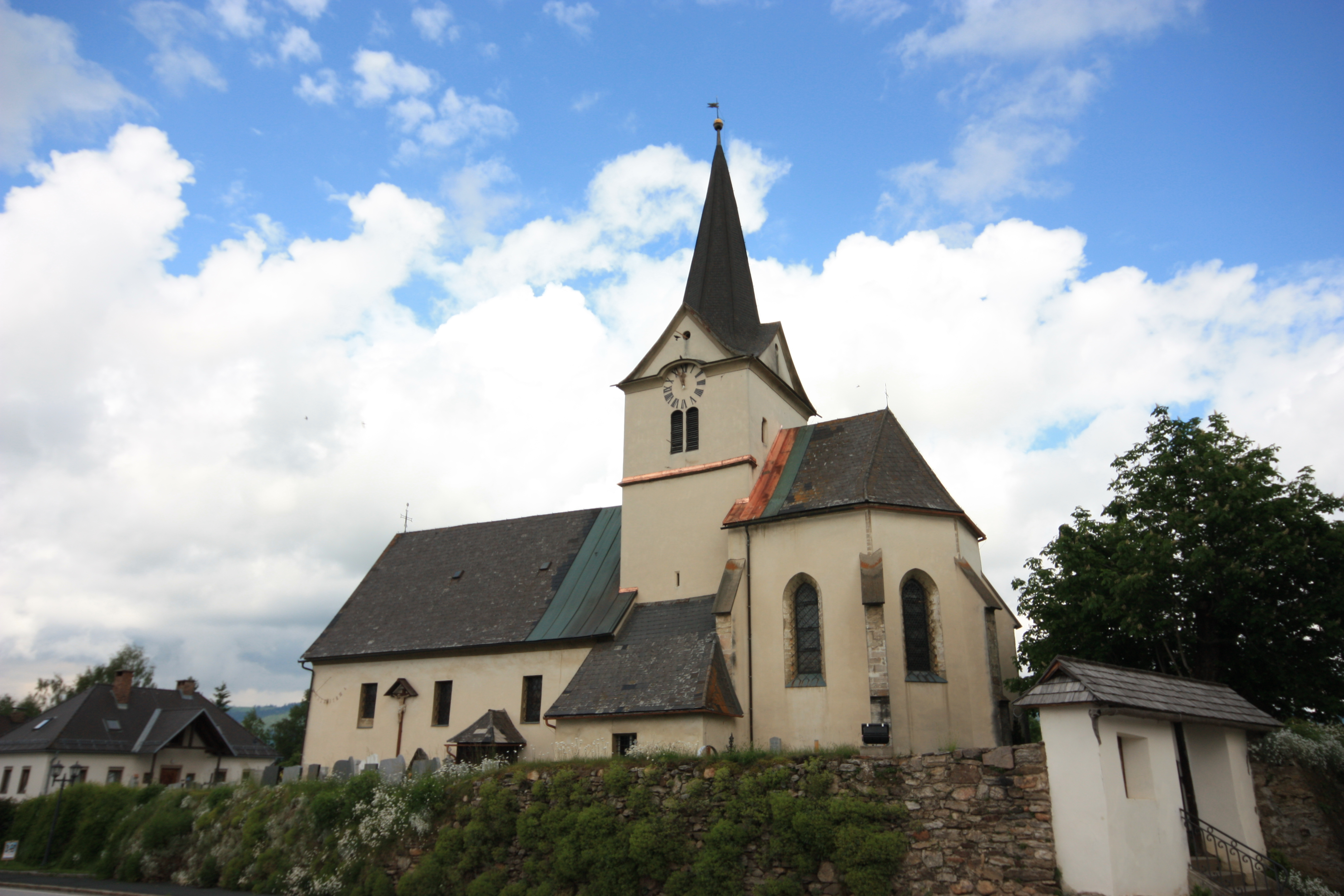
Pfarrkirche St. Nikolaus

## Kultur und Sehenswürdigkeiten
- Pfarrkirche Preitenegg
- Filialkirche Waldenstein

## Wirtschaft und Infrastruktur
Von wirtschaftlicher Bedeutung sind insbesondere Forstwirtschaft, Holzverarbeitung und Sommertourismus.

### Wirtschaftssektoren
Die folgende Tabelle zeigt die Entwicklung der Betriebsanzahl und der Beschäftigten in den Wirtschaftssektoren:
| Wirtschaftssektor            | Anzahl Betriebe | Anzahl Betriebe | Anzahl Betriebe | Erwerbstätige | Erwerbstätige | Erwerbstätige |
| Wirtschaftssektor            | 2021            | 2011            | 2001            | 2021          | 2011          | 2001          |
| ---------------------------- | --------------- | --------------- | --------------- | ------------- | ------------- | ------------- |
| Land- und Forstwirtschaft 1) | 74              | 112             | 122             | 74            | 100           | 76            |
| Produktion                   | 146             | 10              | 19              | 146           | 100           | 54            |
| Dienstleistung               | 127             | 29              | 16              | 127           | 134           | 126           |

1) Betriebe mit Fläche in den Jahren 2010 und 1999

### Berufspendler
Im Jahr 2011 lebten 477 Erwerbstätige in Preitenegg. Davon arbeiteten 188 in der Gemeinde, 60 Prozent pendelten aus.

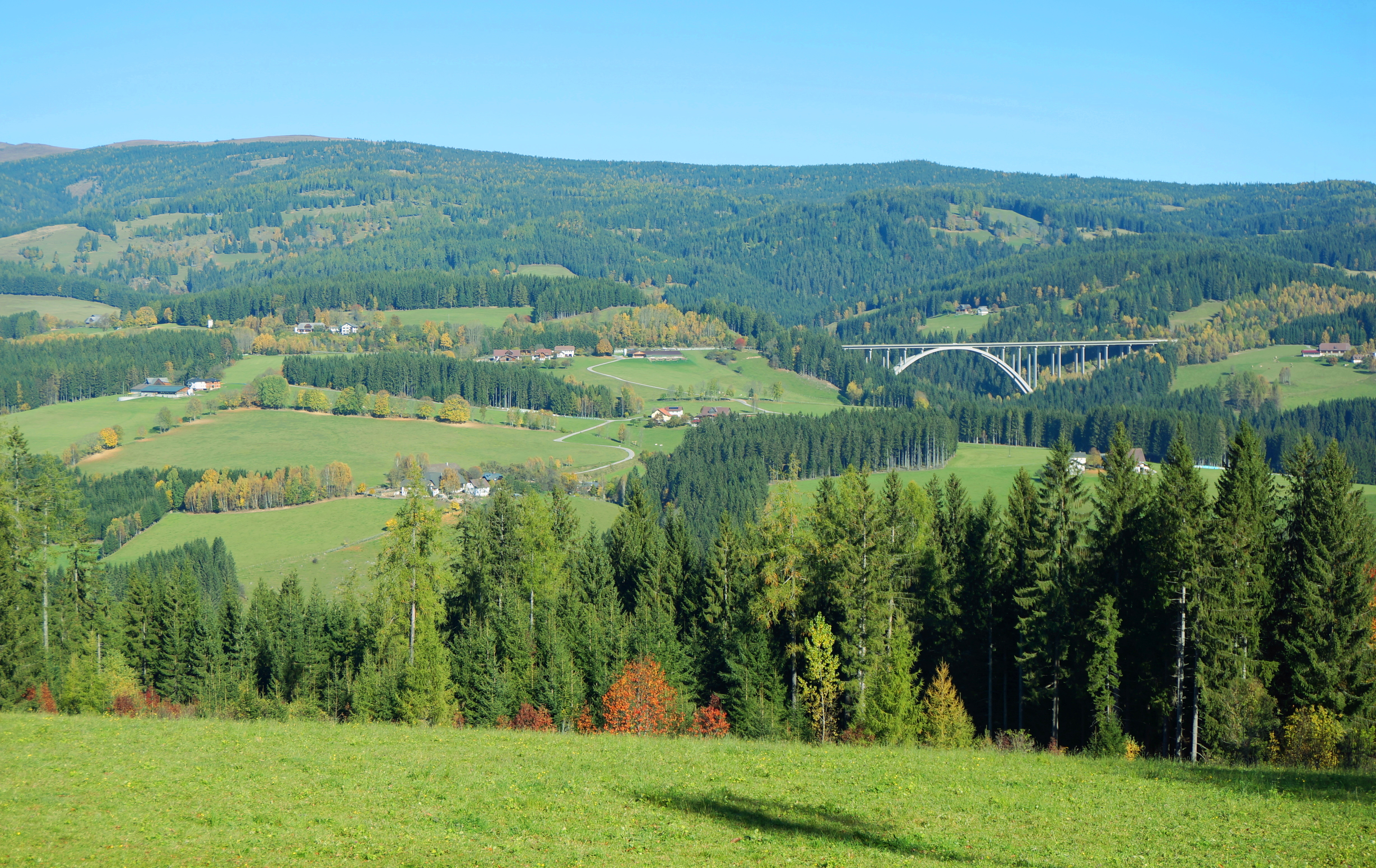
Blick nach Norden zur Süd Autobahn

### Verkehr

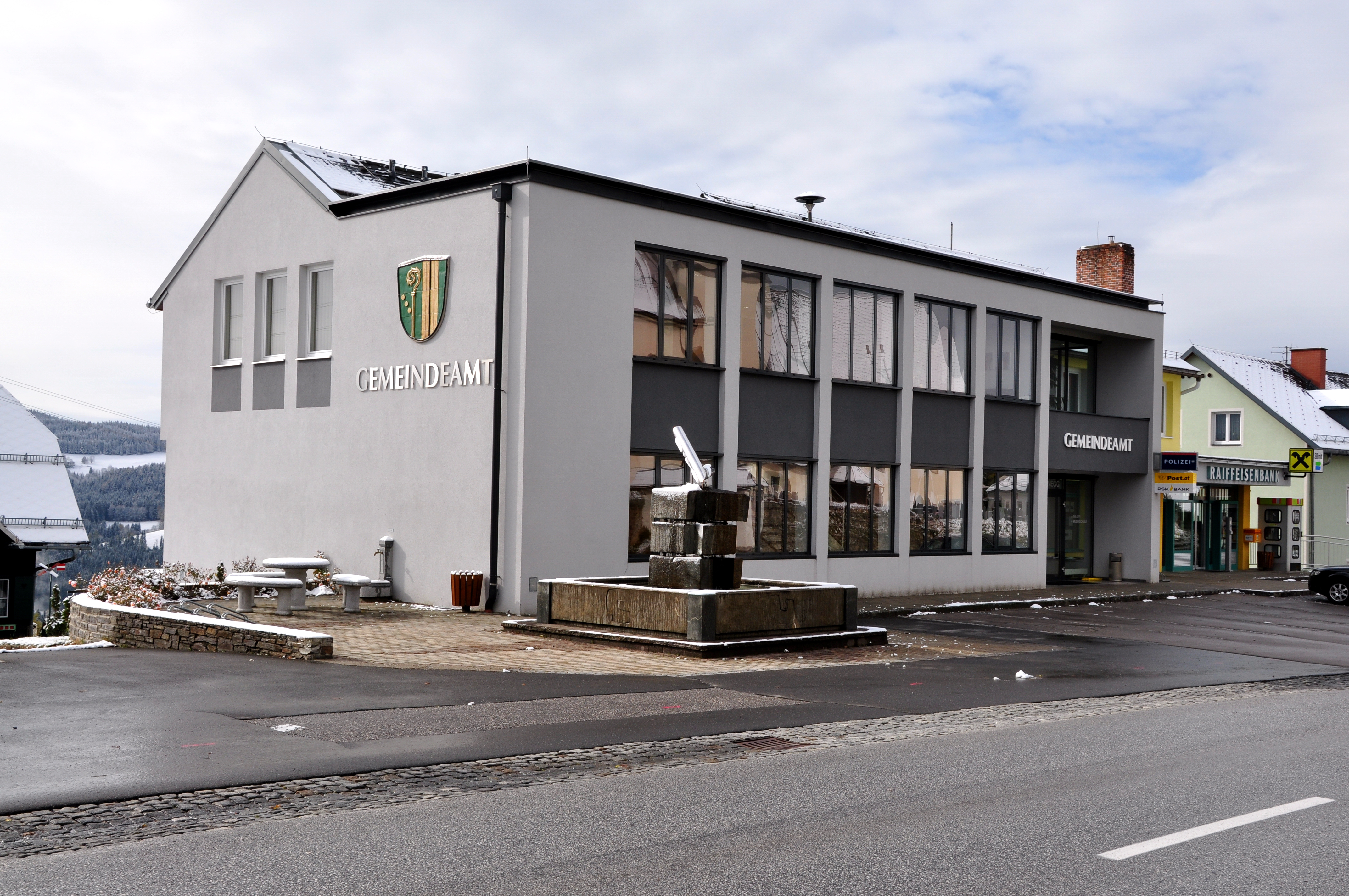
Gemeindeamt

Die Gemeinde war immer durch den Verkehr geprägt, da sie an einem wichtigen Alpenübergang, dem Packsattel, liegt. Diese Verbindung zwischen Klagenfurt und Graz bzw. Italien und Wien/Ostmitteleuropa war bis ins 18. Jahrhundert nur ein Saumweg, dann eine einfache Fahrstraße und wurde schließlich zwischen 1930 und 1936 zur Packer Bundesstraße ausgebaut. Seit der Fertigstellung der weiter nördlich verlaufenden Süd Autobahn (A 2) in den 1980er Jahren ist der Ort Preitenegg weitgehend vom mehrspurigen Verkehr entlastet.

## Politik

### Gemeinderat
Der Gemeinderat besteht seit 2015 aufgrund der gesunkenen Einwohnerzahl nur mehr aus 11 Mitgliedern (zuvor 15).
- Mit der Gemeinderatswahl 2015 hatte der Gemeinderat folgende Verteilung: 5 ÖVP, 4 SPÖ, 2 FPÖ[10]
- Mit der Gemeinderatswahl 2021 hat der Gemeinderat folgende Verteilung: 4 ÖVP, 4 SPÖ, 2 FPÖ, 1 NLJJ[11]

### Bürgermeister
- 1891–1902: Josef Talker vulgo Jahrer
- 1902–1912: Paul Bernsteiner vulgo Patterer
- 1912–1920: Ferdinand Gräßl vulgo Bugglbauer
- 1920–1933: Josef Primus vulgo Veidelbauer
- 1933–1938: Josef Gräßl vulgo Bugglbauer
- 1938–1945: Franz Maurer vulgo Konrad
- 1945–1950: Josef Primus vulgo Veidlbauer
- 1950–1954: Georg Dohr vulgo Ebenklösch
- 1954–1958: Johann Theuermann
- 1958–1962: Hans Engelmaier vulgo Maxl
- 1962–1970: Josef Martinz
- 1970–1991: Johann Münzer vulgo Walcher
- 1991–2003: Josef Knauder vulgo Veidelbauer
- 2003–2021: Franz Kogler vulgo Karlwirt
- seit 2021: Thomas Seelaus

Die Bürgermeisterwahl am 1. März 2015 brachte keine Entscheidung, sodass am 15. März 2015 eine Stichwahl stattfand, bei der sowohl Bürgermeister Franz Kogler, als auch der Herausforderer Rochus Münzer (SPÖ) gleich viele (365) Stimmen erhielten (Wahlbeteiligung: 88,88 %), wodurch am 29. März 2015 eine zweite Stichwahl erforderlich war. Bei dieser konnte sich bei einer Wahlbeteiligung von knapp 95 % Franz Kogler mit 407 Stimmen gegen Rochus Münzer (372 Stimmen) durchsetzen.
Bei der Bürgermeisterwahl am 28. Februar 2021 gewann Thomas Seelaus (SPÖ) bereits im ersten Wahlgang mit 401 Stimmen klar gegen Johann Penz (ÖVP) mit 291 Stimmen und Johann Joham (NLJJ) mit 22 Stimmen (Wahlbeteiligung: 91,48 %).

### Wappen
Im Wappen von Preitenegg spiegelt der grüne Schildgrund den land- und forstwirtschaftlichen Charakter der Gemeinde wider, der mit drei schwarzen Fäden belegte goldenen Linkspfahl symbolisiert in stilisierter Form die Autobahn, Bischofsstab und die drei Kugeln verweisen auf den Pfarrpatron St. Nikolaus.
Die Blasonierung des Gemeindewappens lautet:
„In Grün ein goldener, verbreiterter, mit drei schwarzen Fäden – die beiden äußeren gemindert – belegter Linkspfahl, vorne von drei goldenen schrägrechts gestellten Kugeln und einem goldenen wachsenden Bischofsstab begleitet.“
Wappen und Fahne wurden der Gemeinde am 2. März 2004 verliehen. Die Fahne ist Gold-Grün mit eingearbeitetem Wappen.

## Persönlichkeiten
- Im Ortsteil Oberpreitenegg befindet sich der Berghof der Familie Schell; Maria Schell (am 26. April 2005 hier verstorben) und ihr jüngerer Bruder Maximilian Schell haben hier einen Teil ihrer Kindheit verbracht, bevor sie Weltstars in den Bereichen Film und Theater wurden. Beide sind auf dem örtlichen Friedhof beigesetzt worden. Den Berghof bewohnt nun die Opernsängerin Iva Schell, die Witwe von Maximilian Schell.
- Maximilian Schell (1930–2014), Schauspieler, Oscarpreisträger, Regisseur und Produzent, Verleihung der Ehrenbürgerschaft 2005.
- Anton Kreuzer (* 14. Juni 1932 in Unterpreitenegg; † 26. Juli 2025, Klagenfurt) ist ein österreichischer Publizist.

## Trivia
Im November 2015 wurde ein Softwarefehler in Navigationssystemen des Herstellers Garmin bekannt, der im Forum schon im April 2015 angemerkt worden ist. Er führte dazu, dass den Autofahrern europaweit bei allen Verkehrsstörungen eine Ausweichroute über Preitenegg angezeigt wurde.
Die Anwender des Navi mussten auf die Beseitigung dieses Fehlers bis Anfang 2016 warten.